# Barr (Bas-Rhin)
Barr je francouzská obec v departementu Bas-Rhin v regionu Grand Est. V roce 2013 zde žilo 7 137 obyvatel.

## Poloha obce
Sousední obce jsou: Andlau, Gertwiller, Heiligenstein, Le Hohwald, Mittelbergheim, Obernai, Ottrott, Saint-Nabor, Saint-Pierre a Zellwiller.

## Vývoj počtu obyvatel
Počet obyvatel